# The Newsroom
The Newsroom es una serie de televisión creada por Aaron Sorkin, protagonizada por Jeff Daniels y emitida por la cadena HBO.
La serie narra el trabajo previo a un informativo de una redacción de periodistas en una cadena norteamericana.
El elenco de la serie lo integran Emily Mortimer, John Gallagher, Jr., Alison Pill, Thomas Sadoski, Dev Patel, Olivia Munn y Sam Waterston. Por su parte, Sorkin -creador de El Ala Oeste de la Casa Blanca- desarrolló la serie desde 2009 y, para ello, observó varios programas de noticias por cable. Después de meses de negociaciones, la cadena HBO ordenó un piloto en enero de 2011 y posteriormente una temporada completa en septiembre de ese mismo año. Sería el 24 de junio de 2012 cuando se emitiera el primer capítulo.
The Newsroom estrenó su segunda temporada el 14 de julio de 2013. El 3 de septiembre de ese mismo año, Jeff Daniels confirmó a través de su cuenta en Twitter que la serie había renovado su contrato para una tercera temporada, que en enero de 2014 HBO confirmó que sería la última de la serie.
El 14 de diciembre de 2014 se emite el sexto capítulo de la tercera temporada y último capítulo de la serie bajo el título de "What Kind of Day Has It Been".

## Sinopsis
La serie cuenta la historia del equipo de redacción de informativos de una cadena de televisión. 
El periodista Will McAvoy (Jeff Daniels) es un presentador de noticias. A la vuelta de sus vacaciones, después de un revés profesional, se encuentra con que muchos de sus compañeros han pedido el traslado. Además, su jefe (Sam Waterston) contrató como productora ejecutiva a su exnovia: Mackenzie McHale (Emily Mortimer), quien trae consigo cambios que le generan más de un dolor de cabeza. Durante el desarrollo de la trama se incluyen coberturas de hechos reales para hacer la historia más creíble.

## Reparto
| Actor               | Personaje                | Descripción |
| ------------------- | ------------------------ | --- |
| Jeff Daniels        | Will McAvoy              | Famoso periodista y presentador de las noticias de la noche. Durante toda su carrera hasta el momento se ha limitado a seguir la corriente general de desinformación de su cadena y del resto de medios de EE. UU. A partir de este momento y gracias a la motivación de su expareja y compañera profesional MacKenzie McHale, decide aprovechar su verdadero potencial periodístico y humano formando un nuevo equipo unido por una misma filosofía y un mismo espíritu crítico que acabe con la espesa capa de niebla -basada en el miedo y la desinformación- que envuelve a la sociedad, empezando por la de su propio país. Por el camino tendrá que hacer frente a todos sus problemas, empezando por la tensión añadida que le supondrá trabajar codo con codo con su exnovia, y enfrentándose a regañadientes a la dualidad de comprometerse profesionalmente con la persona que le traicionó en su vida personal. |
| Emily Mortimer      | Mackenzie McHale         | Una de las mejores productoras ejecutivas del país, su capacidad de trabajo y su ética profesional son incuestionables; ha pasado los últimos años trabajando como periodista de guerra. Fue pareja de Will hace unos años, entonces tenía sus dudas, pero en el presente sabe que está enamorada de él y lamenta profundamente el error que cometió en el pasado y que fue la causa de su separación. |
| John Gallagher, Jr. | Jim Harper               | Es un joven que cuenta ya con cierto grado de experiencia en el periodismo gracias a la instrucción de MacKenzie, y es por su recomendación que entra a formar parte del equipo. Es algo tímido, pero toma decisiones cuando cree que debe hacerlo. En el terreno personal, todo parece indicar que se siente atraído por su nueva compañera, Margaret Jordan, a la que todos llaman Maggie. La comunicación entre los dos es constante, ya que él se convierte en el supervisor de su trabajo a pesar de sus continuas protestas. |
| Alison Pill         | Margaret Jordan 'Maggie' | Admira mucho a Will, aunque este al principio ni se acuerda de su nombre. Cuando Mackenzie la conoce, el primer día, decide apostar por ella y ascenderla profesionalmente para que todos puedan ver su valía. Mantiene una cambiante y tormentosa relación con el que era productor ejecutivo de Will, Don, porque este nunca la toma en serio ni le muestra respeto. |
| Thomas Sadoski      | Don Keefer               | El antiguo productor ejecutivo de Will ha tomado la decisión de marcharse a otro programa de la cadena, algo que no le ha sentado nada bien a algunos, pero poco a poco y pese a sus protestas iniciales, se ve cada más implicado con el nuevo equipo. Se toma muy a la ligera su relación con Maggie aunque llevan tiempo juntos, en el primer capítulo se muestra cómo una y otra vez se niega a ir a conocer a sus padres. |
| Dev Patel           | Neal Sampat              | El más joven de la redacción, experto en informática. Apasionado de la tecnología y de los datos. Es algo impulsivo y podría hablar durante horas de la trama de Wikileaks, o sobre los datos que apuntan hacia la veracidad del mito de Bigfoot. |
| Sam Waterston       | Charlie Skinner          | Jefe de Will y otro de sus grandes apoyos. Es un periodista nato que le alecciona para que se mantenga firme en su postura a pesar de los numerosos problemas que de seguro van a surgir en adelante. Debe hacer frente constantemente a los ataques de Liona Lansing -directora de la cadena- y de su hijo Reese (encargado de controlar e informar sobre las audiencias), que escarban edición tras edición en busca de cualquier suceso de la vida personal de Will MacAvoy que puedan sacar de contexto para crear una excusa que les permita despedirle y volver a formar parte del sistema de desinformación sin que la opinión pública se les eche encima. |
| Olivia Munn         | Sloan Sabbith            | Es una periodista especializada en economía que presenta la sección de finanzas. Se hace amiga y confidente de Mackenzie. Es muy inteligente y habla japonés fluido. |

## Capítulos

### Primera temporada (2012)
| Temporada | Capítulo | Título original                    | Título en España                        |
| --------- | -------- | ---------------------------------- | --------------------------------------- |
| 01        | 01       | We just decided to                 | Decidimos hacerlo                       |
| 01        | 02       | News Night 2.0                     | Noticias noche 2.0                      |
| 01        | 03       | The 112th Congress                 | El 112º Congreso                        |
| 01        | 04       | I'll try to fix you                | Intentaré ser tu Celestina              |
| 01        | 05       | Amen                               | Amén                                    |
| 01        | 06       | Bullies                            | Abusones                                |
| 01        | 07       | 5/1                                | 1 de mayo de 2011                       |
| 01        | 08       | The Blackout. Part 1: Tragedy porn | El apagón. Parte 1: Carroñeros          |
| 01        | 09       | The Blackout. Part 2: Mock debate  | El apagón. Parte 2: Simulacro de debate |
| 01        | 10       | The greater fool                   | El más tonto                            |

### Segunda temporada (2013)
| Temporada | Capítulo | Título original                               | Título en España                   |
| --------- | -------- | --------------------------------------------- | ---------------------------------- |
| 02        | 01       | First thing we do, let's kill all the lawyers | Lo primero, matemos a los abogados |
| 02        | 02       | The Genova tip                                | El soplo de Génova                 |
| 02        | 03       | Willie Pete                                   | Willie Pete                        |
| 02        | 04       | Unintended consequences                       | Consecuencias accidentales         |
| 02        | 05       | News Night with Will McAvoy                   | Noticias noche con Will McAvoy     |
| 02        | 06       | One step too many                             | Un paso de más                     |
| 02        | 07       | Red team III                                  | Equipo rojo III                    |
| 02        | 08       | Election night: Part I                        | Noche electoral: Parte I           |
| 02        | 09       | Election night: Part II                       | Noche electoral: Parte II          |

### Tercera temporada (2014)
| Temporada | Capítulo | Título original              | Título en España         |
| --------- | -------- | ---------------------------- | ------------------------ |
| 03        | 01       | Boston                       | Boston                   |
| 03        | 02       | Run                          | Corre                    |
| 03        | 03       | Main Justice                 | Justicia plena           |
| 03        | 04       | Contempt                     | Desacato                 |
| 03        | 05       | Oh Shenandoah                | Oh Shenandoah            |
| 03        | 06       | What kind of day has it been | Que clase de día ha sido |

## Premios y nominaciones
| Año  | Premio                               | Categoría                                                                            | Destinatario                                            | Resultado | Referencia |
| ---- | ------------------------------------ | ------------------------------------------------------------------------------------ | ------------------------------------------------------- | --------- | ---------- |
| 2012 | Premios Satellite                    | Mejor serie drama                                                                    | Mejor serie drama                                       | Nominados | [ 6 ]      |
| 2012 | Premios Satellite                    | Mejor actor en serie drama                                                           | Jeff Daniels                                            |           | [ 6 ]      |
| 2012 | Critics Choice Television Awards     | Nueva serie                                                                          | Nueva serie                                             |           | [ 6 ]      |
| 2012 | Art Directors Guild                  | Episodio de una serie de televisión con monocámara de una hora                       | Kevin Mahoney                                           |           | [ 6 ]      |
| 2013 | Writers Guild of America             | Nueva serie                                                                          | Nueva serie                                             |           | [ 6 ]      |
| 2013 | Society of Camera Operators          | Televisión                                                                           | Chris Murphy                                            |           | [ 6 ]      |
| 2013 | Premios Satellite                    | Mejor actor en serie drama                                                           | Jeff Daniels                                            |           | [ 6 ]      |
| 2013 | Motion Picture Sound Editors         | Mejor edición de sonido en Televisión                                                | Mark Relyea Robert Guastini Ruth Adelman                |           | [ 6 ]      |
| 2013 | Motion Picture Sound Editors         | Mejor edición de sonido - efectos de sonido de forma larga y Foley en televisión     | Mark Relyea David Barbee Joseph T. Sabella James Bailey |           | [ 6 ]      |
| 2013 | Motion Picture Sound Editors         | Mejor edición de sonido en televisión en forma de diálogo corto en ADR de Televisión | Mark Relyea                                             | Ganador   | [ 6 ]      |
| 2013 | Premios del Sindicato de Directores  | Mejor director en serie drama                                                        | Greg Mottola                                            | Nominado  | [ 6 ]      |
| 2013 | Critics Choice Television Awards     | Mejor actriz invitada en una serie drama                                             | Jane Fonda                                              | Ganadora  | [ 6 ]      |
| 2013 | Casting Society of America           | Mejor casting- Piloto de Televisión- Drama                                           | Francine Maisler                                        | Nominados | [ 6 ]      |
| 2013 | Casting Society of America           | Mejor casting en una serie de televisión drama                                       | Francine Maisler Nancy M. Perkins                       |           | [ 6 ]      |
| 2013 | Astra Awards                         | Programa preferido - Drama internacional (Temporada 1)                               |                                                         |           | [ 6 ]      |
| 2013 | Art Directors Guild                  | Episodio de una serie de televisión de monocámara en una hora                        | Episodio We Just Decided To                             |           | [ 6 ]      |
| 2013 | American Cinema Editors              | Mejor edición en una serie de una hora para la televisión no comercial               | Anne McCabe                                             | Ganadora  | [ 6 ]      |
| 2013 | Premios del Sindicato de Actores     | Mejor actor de televisión - Drama                                                    | Jeff Daniels                                            | Nominados | [ 6 ]      |
| 2013 | Premios Emmy                         | Mejor diseño de título                                                               | Mejor diseño de título                                  |           | [ 6 ]      |
| 2013 | Premios Emmy                         | Mejor actriz invitada - Drama                                                        | Jane Fonda                                              |           | [ 6 ]      |
| 2013 | Premios Emmy                         | Mejor actor - Drama                                                                  | Jeff Daniels                                            | Ganador   | [ 6 ]      |
| 2013 | Globos de Oro                        | Mejor serie - Drama                                                                  | Mejor serie - Drama                                     | Nominados | [ 6 ]      |
| 2013 | Globos de Oro                        | Mejor actor de serie de TV - Drama                                                   | Jeff Daniels                                            |           | [ 6 ]      |
| 2013 | Image Awards                         | Mejor actor de reparto en serie drama                                                | Dev Patel                                               |           | [ 6 ]      |
| 2014 | Online Film & Television Association | Mejor actor en serie drama                                                           | Jeff Daniels                                            |           | [ 6 ]      |
| 2014 | Motion Picture Sound Editors         | Mejor edición de sonido en televisión                                                | Mark Relyea                                             |           | [ 6 ]      |
| 2014 | Gracie Allen Awards                  | Mejor actriz invitada                                                                | Jane Fonda                                              | Ganadoras | [ 6 ]      |
| 2014 | Gracie Allen Awards                  | Mejor dirección                                                                      | Lesli Linka Glatter                                     |           | [ 6 ]      |
| 2014 | Premios del Sindicato de Actores     | Mejor actor de televisión - Drama                                                    | Jeff Daniels                                            | Nominado  | [ 6 ]      |
| 2014 | Premios Emmy                         | Mejor actor - Drama                                                                  | Jeff Daniels                                            |           | [ 6 ]      |
| 2014 | Premios Emmy                         | Mejor actriz invitada - Drama                                                        | Jane Fonda                                              | Nominada  | [ 6 ]      |